# Patricia Breen
Patricia Breen é uma produtora e roteirista estadunidense.

## Filmografia

### Frasier
- We Two Kings (10.10)
- Some Assembly Required (10.19)
- Sea Bea Jeebies (11.10)
- Frasier-Lite (11.12)

### Big Love
- Fight of Flight (3.7)
- Next Ticket Out (4.8)
- The Special Relationship (5.5)

### Suburgatory
- Don’t Call Me Shirley (1.4)
- The Nutcracker (1.9)
- The Body (1.14)
- Entering Eden (1.19)
- Black Thai (2.8)
- T-Ball & Sympathy (2.14)
- Brown Trembler (2.18)